# Chiesa dei Santi Sergio e Bacco al Foro Romano
La chiesa dei santi Sergio e Bacco al Foro Romano è una chiesa scomparsa di Roma, nel rione Campitelli, all'interno del Foro Romano.

## Storia
Nelle fonti antiche è denominata coi termini sub Capitolio oppure retro Capitolium.
Il Liber Pontificalis attesta la sua costruzione ad opera di papa Gregorio III (731-741), sui resti di un antico oratorio, sede di diaconia. La chiesa, che era addossata all'arco di Settimio Severo con il campanile edificato sull'arco stesso, cadde ben presto in rovina, e alla fine dell'VIII secolo fu restaurata da papa Adriano I. La chiesa fu poi abbellita ed arricchita di doni da papi successivi. Nel corso del Quattrocento cadde in rovina. La sua definitiva distruzione avvenne nel XVI secolo.
Secondo Mariano Armellini essa fu demolita nel 1536 in occasione della visita a Roma dell'imperatore Carlo V. Christian Hülsen invece riferisce del trasferimento delle reliquie dei santi Felicissimo ed Agapito con le reliquie del capo di san Vincenzo nel 1562, cosa che fa supporre che fino a quella data la chiesa fosse ancora officiata, benché molto rovinata. Le reliquie suddette furono traslate nella chiesa di Santa Maria della Consolazione.
Resti dell'abside dell'edificio, oggi non più visibili, furono riportati alla luce nel 1812.